# Citadelle de Seyne
La citadelle de Seyne est situé sur le territoire de la commune française de Seyne-les-Alpes, dans le département des Alpes-de-Haute-Provence et la région Provence-Alpes-Côte d'Azur.

## Historique

Carte de la ville et de la citadelle de Seyne, vers 1750

Édifiée à la fin du XVIIe siècle selon des plans de Vauban, La Citadelle de Seyne-les-Alpes s’étire sur la crête de l’éperon rocheux appelé « la Robine ». Elle domine l'ensemble fortifié (remparts, bastions...) qui doit protéger Seyne, alors ville frontière, des attaques des savoyards, ennemis du roi de France, Louis XIV.
Elle fait l'objet d'un classement au titre des monuments historiques depuis 23 août 1978 et fait l'objet d'une inscription au titre monuments historiques depuis 23 août 1978.
| Nous sommes à la fin du XVIIe siècle, Louis XIV règne sur la France. Seyne est une ville frontière. La chaîne de la Blanche toute proche sépare en effet la France de La Savoie. 1685, Louis XIV révoque l’Edit de Nantes et pourchasse les protestants. Après plusieurs incursions des armées françaises dans son Pays, Victor-Amédée, duc de Savoie, rejoint le grand rassemblement des états protestants ou sympathisants qui s’est constitué contre la France en juillet 1686 sous le nom de “ Ligue d’Augsbourg”. La frontière est menacée et Louis XIV programme l’édification d’une série de places fortes de Briançon jusqu’à Antibes. Seyne est entouré d’un nouveau rempart dès 1690 et la construction de la Citadelle commence en 1693. |

## Architecture
La forme étroite et allongée de la Citadelle (en forme de requin), tout à fait insolite pour un ouvrage défensif, tient compte de la configuration du terrain et de la volonté d’inclure la « Grande Tour » du XIIe siècle à l’ouvrage tout en protégeant la cité située aux pieds de la colline. Cette tour daterait en fait d'au moins 980 car à cette époque Seyne ne nommait "Seyne la Grande Tour".
De cette tour, récemment restaurée et classée Monument Historique, le panorama sur la vallée de la Blanche est unique ; elle servait de 'cavalier' à la Citadelle
A l’intérieur : De nombreuses salles remarquables dont :
La poudrière : Un des bastions du rempart est inclus dans la citadelle. Il perd alors sa fonction défensive ; la salle haute servira désormais de réserve tandis que la salle basse est aménagée en poudrière. Cette salle est un des points sensible du fort et des trésors d’ingéniosité sont déployés pour l’isoler et la protéger.
Les Casemates : Construites dans la première moitié du XIXe siècle, les Casemates Nord et Sud constituent un réseau complexe de couloirs percés de meurtrières et de canonnières qui doivent renforcer les défenses de la Citadelle.
La Grande Tour : Au cœur même de la Citadelle se dresse une tour du XIIe siècle. Vestige d’une époque où Seyne, chef lieu de Baillage puis de Viguerie, était sous la protection des Comtes de Provence, la Grande Tour est aujourd’hui classée Monument Historique. Elle a été entièrement restaurée et se dresse fièrement, surplombant toute la Vallée de la Blanche. Du haut de la terrasse d’où les soldats guettaient jadis d’éventuels agresseurs, vous pourrez contempler un panorama exceptionnel.
Le four à pain :  Entièrement restauré au printemps 2006, ce four à pain retrouve une seconde jeunesse. Inauguré en octobre 2006, il peut encore aujourd'hui nous régaler de ses fournées. Vous découvrirez bientôt dans la salle qu'il l'abrite un petit écomusée sur le pain, avec les vieux outils du boulanger et une exposition intitulée " Histoire de Pains" qui retrace l'Histoire du Pain des origines à nos jours et vous met l'eau à la bouche. ( inauguration de l'écomusée du pain: en 2007)
La citerne :  Magnifique salle voûtée d'une capacité de 120 000 litres, la citerne était matérialisée depuis des années par une vague dalle de béton. Mais depuis peu cela a changé... Aujourd'hui, après l'énorme travail réalisé par les bénévoles, ce lieu est devenu une véritable étape dans la visite du fort. Grâce à un tunnel qui donne sur une fenêtre, chacun peut désormais découvrir les magnifiques stalactites qui ornent la voûte de la citerne et se rendre compte de la contenance de cette pièce. A ne pas manquer lors de votre prochaine visite de la citadelle.

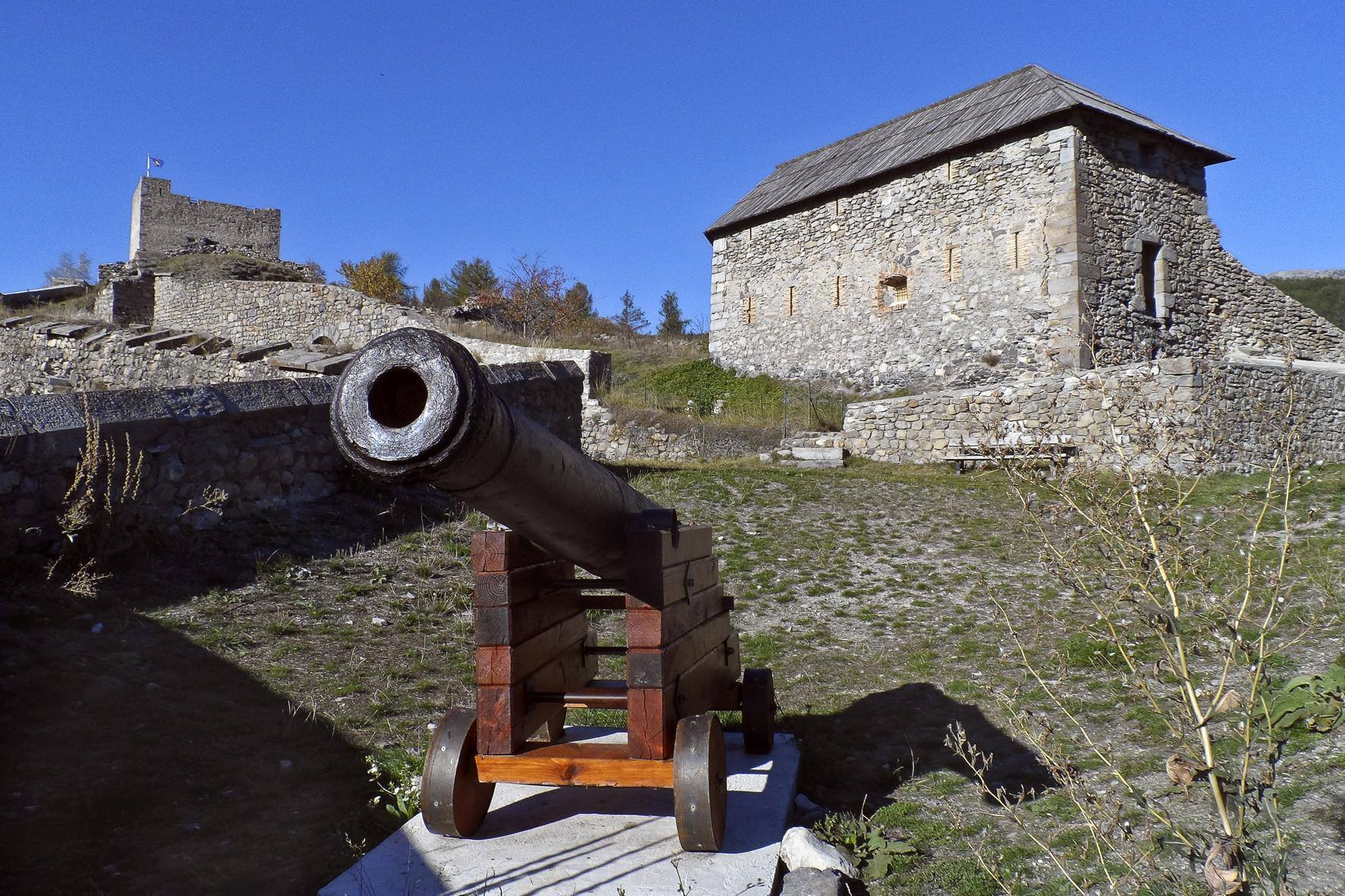

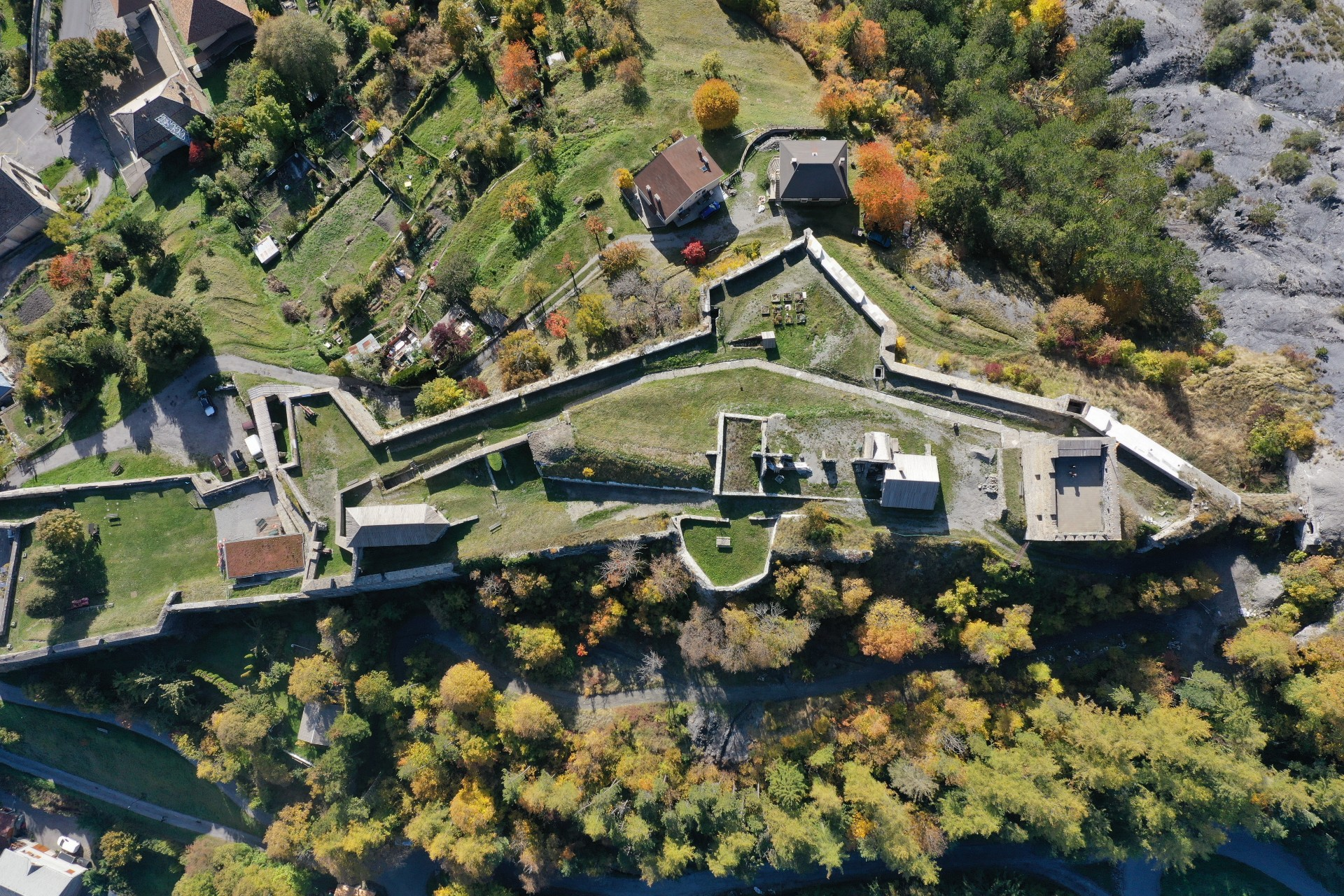

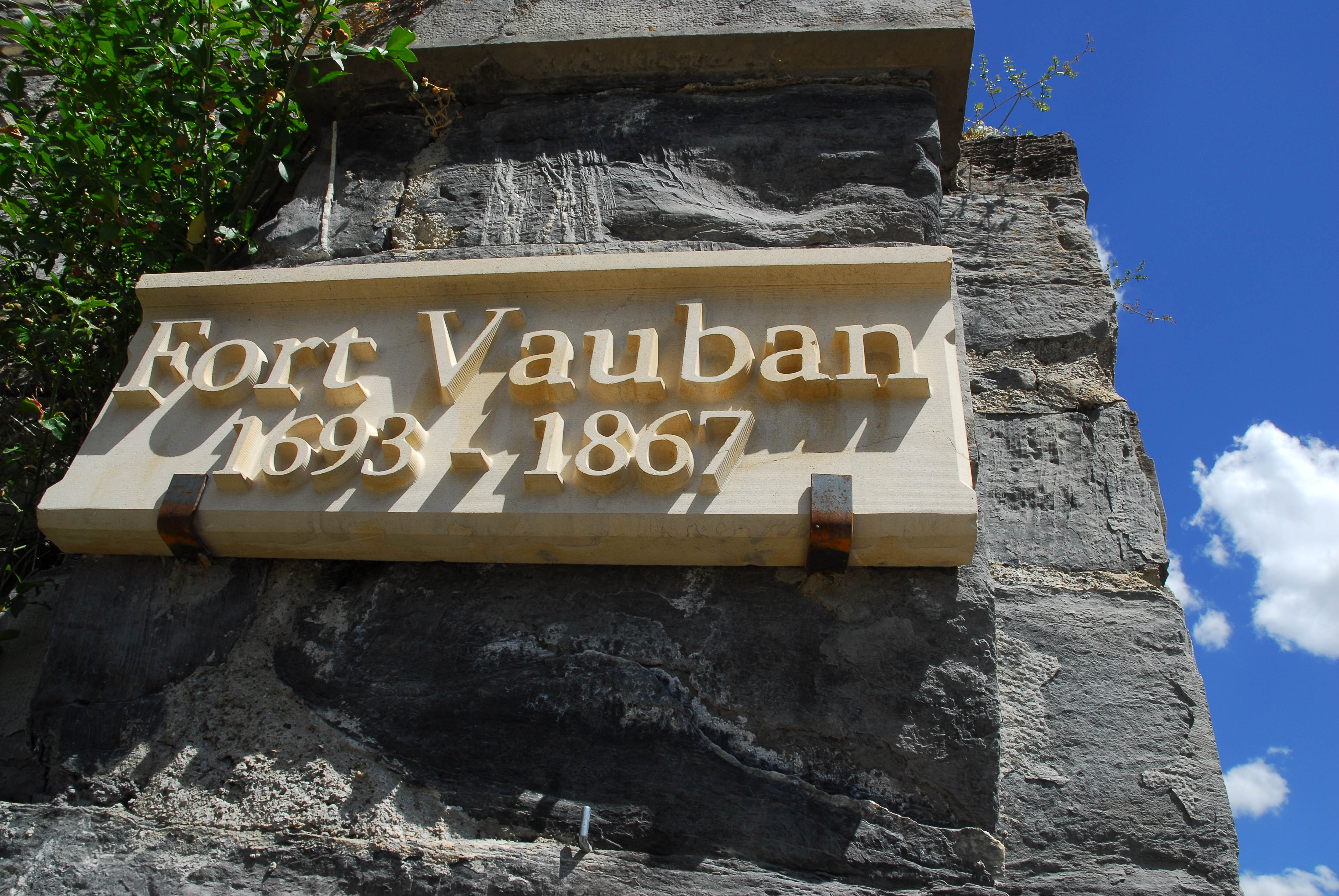

## Visite
La Citadelle de Seyne est gérée par l'Association Fort et Patrimoine qui en assure l'accueil et les visites toutes l'année. 
Au sein du Fort, des salles d'exposition sont consacrées aux Vieux Métiers, à l'écrivain Jean Proal, et à la 1ère Guerre Mondiale. Dans les casemates Nord, un des plus vastes Escape Game de France a été installé (180m²) reconstituant l'assaut du Duc de Savoie, et les plans de Vauban pour le contrecarrer. 
Sur place : tables de pique-nique, vue panoramique sur la Vallée de la Blanche, panneaux d'interprétation, jeux pour enfants. 